# Grayia smithii
Espèce
Synonymes
- Coluber smythii Leach, 1818
- Grayia triangularis Bocage, 1866
- Graya silurophaga Rochebrune, 1884

Grayia smithii est une espèce de serpents de la famille des Colubridae.

## Répartition
Cette espèce se rencontre en Angola, au Bénin, au Burkina Faso, au Burundi, au Cameroun, en Côte d'Ivoire, en Gambie, au Ghana, en Guinée, en Guinée-Bissau, en Guinée équatoriale, au Kenya, au Liberia, au Niger, au Nigeria, en Ouganda, en République centrafricaine, en République du Congo, en République démocratique du Congo, au Rwanda, au Sénégal, au Soudan du Sud, en Tanzanie, au Togo et probablement dans le sud du Mali.

## Étymologie
Cette espèce est nommée en l'honneur du botaniste norvégien Christen Smith, présent lors de l'expédition.

## Publications originales
- Bocage, 1866 : Lista dos reptis das possessões portuguezas d'Africa occidental que existem no Museu Lisboa. Jornal de sciencias mathematicas, physicas e naturaes, vol. 1, p. 37-56 (texte intégral).
- Bocage, 1866 : Reptiles nouveaux ou peu connus recueillis dans les possessions portugaises de l'Afrique occidentale, qui se trouvent au Muséum de Lisbonne, Jornal de sciencias mathematicas, physicas e naturaes, vol. 1, p. 57-78 (texte intégral).
- Leach, 1818 in Tuckey, 1818 : Narrative of an Expedition to explore the River Zaire usually called the Congo in South Africa, p. 409 (texte intégral)
- Rochebrune, 1884 : Faune de la Sénégambie, reptiles, amphibiens, p. 1-221.